# Angels & Thieves
Angels & Thieves è il secondo album delle Dala. Fu realizzato il 1º novembre 2005.

## Tracce
1. 20 Something
2. Drive Through Summer
3. A Man Needs A Maid (Neil Young)
4. Angels & Thieves
5. Patches
6. Out of Time (Blur)
7. Where Have All the Boys Gone
8. Love Song (The Cure)
9. Catch the Wind (Donovan Leitch)
10. Dream a Little Dream of Me (Andre, Kahn, Schwandt)

## Critica
Secondo la critica in questo album non si discostrerebbe molto dal primo, anche perché il primo album era uscito da poco tempo. L'idea di interpretare delle cover non è piaciuto molto alla critica anche se è stato un successo dal punto di vista del pubblico.